# Ракетний удар по Часовому Яру
Ракетний удар по місту Часів Яр завданий ввечері 9 липня 2022 року збройними силами Російської Федерації під час повномасштабного вторгнення до України. Загинули 48 осіб, серед них одна дитина. Частково зруйновано два п'ятиповерхові житлові будинки, в одному з яких завалено два під'їзди.

## Перебіг подій
Місто Часів Яр розташоване за 20 км на південний схід від Краматорська, на захід від Бахмуту, за який у цей час тривали запеклі бої.
9 липня 2022 року обстріли російських окупантів уранці знищили приміщення залізничного вокзалу станції Часів Яр, а ввечері частково зруйнували два п'ятиповерхових будинки.
Удару завдано з установок БМ-27 «Ураган» (за іншими даними — балістичними ракетами «Іскандер (ОТРК)»).
Спочатку, 10 липня, було повідомлено про 6 загиблих та 5 поранених, проте поступово інформація про кількість загиблих збільшувалась.
Рятувальні та пошукові роботи тривали до ранку 14 липня 2022 року. Рятувальники розібрали близько 525 тонн зруйнованих елементів будівлі. Було залучено 323 співробітники ДСНС та 9 одиниць техніки.

## Жертви

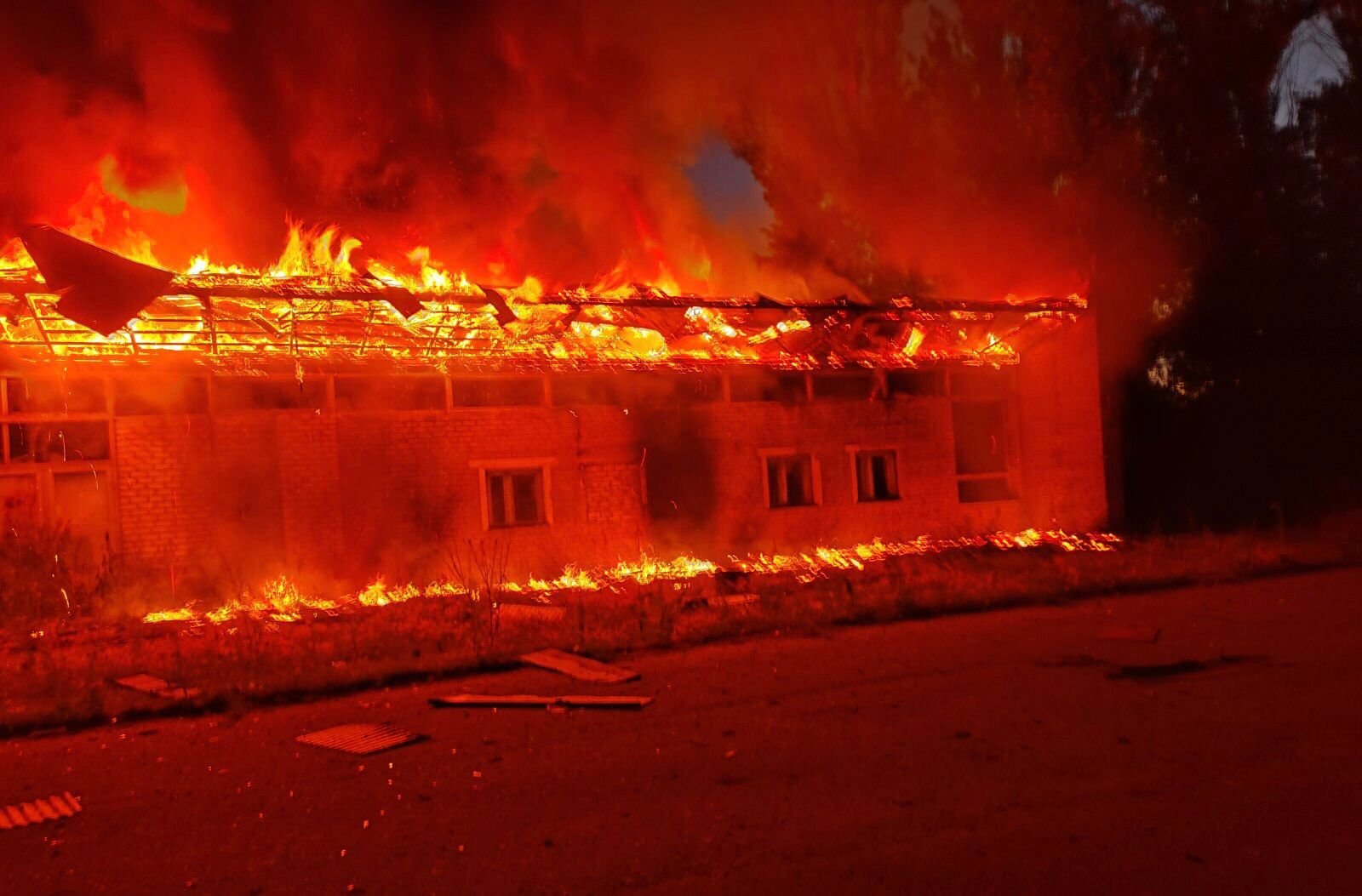
Залізничний вокзал станції Часів Яр, обстріляний вранці того ж дня

З-під завалів дістали 48 тіл загиблих, серед них одна дитина. Врятувати вдалось 9 постраждалих.
Відомо, що серед загиблих є військовослужбовці з Тернопільської області.
- Бібік Жасміна Михайлівна (1992—2022) — сержант, санінструктор 24-тої ОМБр.
- Соколовський Олексій Володимирович (20/03/1991-09/07/2022)

## Реакція
- Україна Президент України Зеленський назвав ракетний удар по Часовому Яру «одним із найжорстокіших російських ударів за увесь час війни»[13]. На думку голови Донецької обласної військової адміністрації Павла Кириленка удар був воєнним злочином зі сторони росіян[14]. Голова Офісу Президенту Андрій Єрмак назвав удар російським терактом, і наголосив, що Росія має бути в списках держав — спонсорів тероризму[15].
- Росія 9 липня МО Росії заявило, що вони в цьому районі знищили «високоточну зброю», «ангар з американськими 155-мм гаубицями М777 і до 30 українських бойовиків»[6]. Через 2 дні, спікер МО РФ Ігор Конашенков заявив, що ударом вони знищили базу 118-ї бригади ТРО разом з більш ніж 300 солдатами[16].
- ООН Координатор з гуманітарної діяльності по Україні Себастьян Родес Стампа засудив російську атаку в Часовому Ярі по цивільних[17].